# Füzesséry István
Füzesséry István  (Garbócbogdány, 1894. augusztus 19. – Albertfalva, 1949. december 19.) katonai felderítő, fényképész, országgyűlési képviselő.

## Életpályája
Régi nemesi család sarja, családfájukat az 1300-as évek végéig vezetik vissza. A fővárosban, a Baross utcai bencés gimnáziumban érettségizett. Az 1910-es évek elején kispap növendék volt Rómában, majd amikor kitört az első világháború, hazajött harcolni. Két évig szolgált az orosz fronton tüzérségi megfigyelőtisztként. 1915-ben Oroszországban a megfigyelőállásban fejlövést kapott, de felépült, és jelentkezett Wiener Neustadtban repülőtiszti kiképzésre. 1916 és 1918 között légifénykép felderítőként hajmeresztő berepüléseket hajtott végre az ellenséges vonalak mögé. Üveglemezre fényképezett, először a repülőgép oldalára volt felfüggesztve a nagyméretű fényképezőgép, később a repülőgép padlózatában megfelelő aknát alakítottak ki neki. Bátorságának és szakértelmének köszönhetően olyan eredményeket ért el, amellyel elnyerte társai és felettesei elismerését. A légi fényképezés területén nyújtott rendkívüli műszaki és művészi teljesítménye nagy elismerést váltott ki. Két év alatt kilencszer lőtték le a gépét, és volt, amikor a két front között kellett végrehajtani a kényszerleszállást. Az éjszaka leple alatt kellett elvontatni a repülőgépet a saját vonalak mögé. Az egyik alkalommal a monori repülőtéren egy pilótája meghalt, mert leszállás közben orra állt a repülőgépük, és kivágódott az üléséből.
A háború után, 1920-ban vitézi címet kapott és hősiességéért tizennégy hold földbirtokra elővételi jogot kapott Tököl község Herminamajor felőli külterületén (ma Halásztelek, Pest megyében). Ez nem ajándék volt, csak kedvezményes árú terület, a harmincas évek végére ki is fizette részletekben. Hatalmas gazdaságot hozott itt létre, élete hátralevő részében ezzel foglalkozott.
1944-ben mint gyapjúügynök a Pannónia Gyapjúgyár katonai parancsnoka lett; lengyel és zsidó menekülteket rejtegetett. 1945-ben csatlakozott a Polgári Demokrata Párt budapesti szervezetéhez. 1945. április 2-án Budapest képviseletében választották be az Ideiglenes Nemzetgyűlésbe. 1945. szeptember 26-ától a PDP kereskedői csoportja elnökségi tagja lett. A Magyar Kereskedők Országos Központi Szövetségének társelnöke volt. 1946-ban a politikai rendőrség őrizetbe vette, de három hónap múlva váltságdíj fejében szabadon engedték. Albertfalván halt meg 1949. december 19-én.